# سیریگ
سیریگ (به صربی: Sirig) یک منطقهٔ مسکونی در صربستان است که در تمرین واقع شده‌است. سیریگ ۳٬۰۱۰ نفر جمعیت دارد.